# Pseudophoenix
Pseudophoenix, rod palmi (Arecaceae) kao jedini smješten u tribus Cyclospatheae, dio potporodice Ceroxyloideae. Postoje 4 vrste, uglavnom u Antilima, Florida Keysu i Meksiku.

## Vrste
1. Pseudophoenix ekmanii Burret
2. Pseudophoenix lediniana Read
3. Pseudophoenix sargentii H.Wendl. ex Sarg.
4. Pseudophoenix vinifera (Mart.) Becc.

## Sinonimi
- Chamaephoenix H.Wendl. ex Curtiss; Florida Farmer Fruit Grower 1(8): 57 (1887), nom. illeg.
- Cyclospathe O.F.Cook; Mem. Torrey Bot. Club 12: 25 (1902)
- Sargentia H.Wendl. & Drude ex Salomon; Palmen: 160 (1887)